# بیکچاگول
بیکچاگول (به لاتین: Bikchagul) یک منطقهٔ مسکونی در روسیه است که در باشقیرستان واقع شده‌است.